# Americas Pacific Challenge 2021
El Americas Pacific Challenge del 2021 fue la cuarta edición del torneo de rugby de selecciones secundarias. Se celebró en octubre en Montevideo, Uruguay y fue organizado por la World Rugby.
Consistió en dos grupos de tres selecciones, donde cada participante se enfrentó a los del otro grupo. Al disputarse las tres fechas se determinaron las posiciones de los 6 equipos en una tabla de puntos general.
Todos los jugadores deberán tener entre 18 y 23 años, salvo un máximo de cinco jugadores de mayor edad.

## Equipos participantes
| - Argentina XV - Brasil A - Chile A | - Paraguay A - Uruguay XV - USA Select XV |

## Posiciones
| Pos. | Equipo        | Encuentros | Encuentros | Encuentros | Encuentros | Tantos  | Tantos    | Tantos     | Puntos Bonus | Puntos Totales |
| Pos. | Equipo        | Jugados    | Ganados    | Empatados  | Perdidos   | A favor | En contra | Diferencia | Puntos Bonus | Puntos Totales |
| ---- | ------------- | ---------- | ---------- | ---------- | ---------- | ------- | --------- | ---------- | ------------ | -------------- |
| 1    | Argentina XV  | 2          | 2          | 0          | 0          | 170     | 24        | +146       | 2            | 10             |
| 2    | Chile A       | 3          | 2          | 0          | 1          | 108     | 38        | +70        | 2            | 10             |
| 3    | Brasil A      | 3          | 2          | 0          | 1          | 103     | 67        | +36        | 1            | 9              |
| 4    | Uruguay A     | 3          | 2          | 0          | 1          | 69      | 53        | +16        | 1            | 9              |
| 5    | USA Select XV | 2          | 0          | 0          | 2          | 34      | 62        | -28        | 0            | 0              |
| 4    | Paraguay A    | 3          | 0          | 0          | 3          | 26      | 266       | -240       | 0            | 0              |

Nota: Se otorgan 4 puntos al equipo que gane un partido y 2 al que empate.
Puntos Bonus: 1 punto por convertir 4 tries o más en un partido y 1 al equipo que pierda por no más de 7 tantos de diferencia

## Resultados

### Primera fecha
| 22 de octubre | Chile A | 62 - 0  | Paraguay A | Estadio Charrúa, Montevideo |  |
|               |         | Reporte |            |                             |  |

| 22 de octubre | Argentina XV | Cancelado | USA Select XV | Estadio Charrúa, Montevideo |  |
|               |              | Reporte   |               |                             |  |

| 22 de octubre | Uruguay XV | 28 - 12 | Brasil A | Estadio Charrúa, Montevideo |  |
|               |            | Reporte |          |                             |  |

### Segunda fecha
| 26 de octubre | Brasil A | 33 - 20 | USA Select XV | Estadio Charrúa, Montevideo |  |
|               |          | Reporte |               |                             |  |

| 26 de octubre | Argentina XV | 146 - 7 | Paraguay A | Estadio Charrúa, Montevideo |  |
|               |              | Reporte |            |                             |  |

| 26 de octubre | Uruguay XV | 24 - 17 | Chile A | Estadio Charrúa, Montevideo |  |
|               |            | Reporte |         |                             |  |

### Tercera fecha
| 30 de octubre | Brasil A | 58 - 19 | Paraguay A | Estadio Charrúa, Montevideo |  |
|               |          | Reporte |            |                             |  |

| 30 de octubre | Chile A | 29 - 14 | USA Select XV | Estadio Charrúa, Montevideo |  |
|               |         | Reporte |               |                             |  |

| 30 de octubre | Uruguay XV | 17 - 24 | Argentina XV | Estadio Charrúa, Montevideo |  |
|               |            | Reporte |              |                             |  |

| Bandera de Argentina |
| Campeón Argentina XV |
| Tercer título        |